# Eustrotia albifissa
Eustrotia albifissa là một loài bướm đêm trong họ Noctuidae.